# Tsutomu Seki
Tsutomu Seki (Kochi, 3 de noviembre de 1930) es un astrónomo japonés.
Ha descubierto un gran número de asteroides y cometas, entre los que destaca el Ikeya-Seki junto a Kaoru Ikeya el 18 de septiembre de 1965.
Muchos de sus descubrimientos han recibido el nombre de sitios singulares de su ciudad natal, Kochi. Es Director del Observatorio de Geisei.